# Béton armé (film)
Pour l’article homonyme, voir Béton armé.
Pour plus de détails, voir Fiche technique et Distribution.
Béton armé (Cemento armato) est un film italien réalisé par Marco Martani, sorti en 2007.

## Synopsis
Diego Santini est un garçon d'une vingtaine d'années qui vit de petits délits et partage un appartement avec sa petite amie Asia, qui travaille plutôt comme serveuse et aimerait que le garçon travaille dur pour trouver un travail honnête. Un matin, Diego se retrouve coincé dans les embouteillages sur un scooter volé. Pour se frayer un chemin, il commence à casser les rétroviseurs des voitures à l'arrêt avec son pied. Parmi les voitures qu'il endommage, il y a aussi la Mercedes de Franco Zorzi, dit le Primaire, patron de la mafia romaine qui a en main le crime de la capitale , de la drogue à la prostitution .. L'homme, agacé par le geste, s'entête à vouloir rendre justice, et tente de traquer le garçon par la plaque grâce à son infiltré dans la police, l'agent Cola, corrompu et redevable à la Primaire , qui lui révèle que le scooter c'est volé. Le Primaire déchaîne alors ses hommes à la recherche du garçon.
Peu de temps après, le Primaire et son garde du corps Saïd dînent dans un restaurant, craint et respecté par le propriétaire. Asia, la serveuse du restaurant, n'accepte pas les lourdes avances du patron, ignorant que la jeune fille est la petite amie de l'homme qu'il recherche, et le défie sans le vouloir. Elle finit par être violée par la Primaire et Saïd, sous le regard impuissant du restaurateur. Asia rentre chez Diego et, toujours bouleversée, raconte à son petit ami ce qui s'est passé, mais le supplie de ne rien faire. Diego commence à rassembler des informations sur l'identité des deux hommes. Pompo l' illumine, clôture et dépotoir, qui avertit Diego de laisser ces gens tranquilles, après avoir deviné qui ils sont. Mais Diego, aidé de Samuele, le frère cadet d'Asia, continue sa chasse à l'homme. Pendant ce temps, le médecin -chef ordonne à Puccio et Unca, deux des amis de Diego, de mettre le feu à la voiture de l'agent Cola pour se venger du manque de faveur reçu.
L'agent Cola, lorsqu'il découvre pourquoi le primaire est si obsédé par cette plaque d'immatriculation de cyclomoteur, se souvient d'avoir fait face à un crime similaire il y a longtemps et mentionne le nom de Diego Santini. Le directeur envoie alors Saïd pour casser les jambes du garçon. Saïd surprend Diego alors qu'il rentre chez lui, mais Diego parvient à le désarmer. L'intervention de Samuele est décisive, car Diego a l'occasion de prendre l'arme de Saïd et de tirer sur l'homme dans le dos, le tuant. Conscient de la gravité de la situation, Diego s'enfuit, tandis qu'Asia et Samuele sont emmenés au commissariat et interrogés. Le Primaire en colère lance ses hommes à la recherche de Diego. L'un d'eux tue Italy, la mère sans méfiance du garçon, tandis que lePrimaire lui -même , à la recherche d'informations, tue Unca et casse le bras de Puccio. Diego n'a pas le temps d'aider sa mère, mais a trouvé son assassin et l'agresse violemment sans pitié, le tuant avec un cendrier.
Diego affronte finalement le Primaire , qui a été isolé après avoir mobilisé ses hommes pour transférer une cargaison de drogue et tue l'un de ses hommes de sang-froid. Il s'avère également que le père de Diego des années plus tôt a été tué par la Primaire . Diego est sur le point de lui tirer dessus, mais l'intervention de l'agent Cola le fait abandonner et jeter l'arme. Lorsque les choses tournent au pire pour le garçon, la police intervient et le sauve. Le Primaire , menotté, se moque de Diego et du commissaire de police, dans la certitude d'être à nouveau libre dans peu de temps faute de preuves. Aveuglé par la haine, Diego se jette sur lui, tombant avec lui du pont sur lequel avait eu lieu la livraison de drogue et finissant ainsi tous les deux tués.

## Fiche technique
- Titre : Béton armé
- Titre original : Cemento armato
- Réalisation : Marco Martani
- Scénario : Fausto Brizzi, Marco Martani, Luca Poldelmengo
- Photographie : Marcello Montarsi
- Montage : Luciana Pandolfelli
- Musique : Paolo Buonvino
- Direction artistique : Maria Stilde Ambruzzi (it)
- Décors :
- Costumes : Monica Simeone
- Casting : Denver Beattie
- Producteur : Federica Lucisano (it), Fulvio Lucisano
- Société de production : Italian International Film, Rai Cinema
- Pays d'origine :  Italie
- Langue : Italien
- Format : Couleur - 35 mm - 2.35 : 1
- Genre : Drame, thriller et néo-noir[1]
- Durée : 102 minutes
- Dates de sortie : 
  -  Italie : 5 octobre 2007

## Distribution
- Nicolas Vaporidis (it) : Diego Santini
- Giorgio Faletti : Franco Zorzi 'Il Primario'
- Carolina Crescentini : Asia
- Pietro Ragusa (it) : Tanabuso
- Gerolamo Alchieri (it) : Cima
- Stefano Antonucci : Stefano
- Paolo Bernardini (it) : Puccio
- Fabio Camilli (it) : le commissaire Petacchi
- Dario Cassini (it) : Silvio Cola
- Eleonora Ceci : Ragazza Puccio
- Ninetto Davoli : Pompo
- Yoon C. Joyce (it) : Pang
- Thamisanqa Molepo : Said
- Maria Paiato (it) : Italia
- Bruno Pavoncello : le propriétaire du tripot